# Daniel Guzmán (ur. 1992)
Daniel Guzmán Miranda (ur. 28 czerwca 1992 w Guadalajarze) – meksykański piłkarz występujący na pozycji napastnika.
Pochodzi z piłkarskiej rodziny – profesjonalnymi graczami byli również jego ojciec Daniel Guzmán, wuj Octavio Mora, brat wuja Víctor Hugo Mora oraz brat cioteczny Jorge Mora.

## Kariera klubowa
Guzmán jest wychowankiem akademii juniorskiej klubu Santos Laguna z siedzibą w Torreón (trenerem pierwszego zespołu był wówczas jego ojciec Daniel Guzmán). Nie potrafił się jednak przebić do seniorskiej drużyny i występował wyłącznie w trzecioligowych i drugoligowych rezerwach. W wieku siedemnastu lat został ściągnięty przez swojego ojca na roczne wypożyczenie do Tigres UANL – grał tylko w zespołach młodzieżowych klubu z Monterrey i wywalczył z drużyną do lat dwudziestu mistrzostwo Meksyku. W lipcu 2011 udał się na wypożyczenie do drugoligowego Tiburones Rojos de Veracruz, gdzie jego ojciec pełnił rolę trenera. W jego barwach spędził rok bez poważniejszych osiągnięć, będąc jednym z podstawowych graczy ekipy. W styczniu 2013 na zasadzie wypożyczenia zasilił innego drugoligowca – Universidad de Guadalajara, gdzie grał przez sześć miesięcy jako rezerwowy.
W lipcu 2013 Guzmán udał się na wypożyczenie po raz kolejny – tym razem do ekipy Ballenas Galeana z siedzibą w Cuernavace. W drużynie beniaminka drugiej ligi meksykańskiej występował przez pół roku, notując sporadyczne występy, po czym został wypożyczony do występującego w najwyższej klasie rozgrywkowej klubu Puebla FC. Zanotował tam tylko jeden mecz (w krajowym pucharze), a po sześciu miesiącach na zasadzie półrocznego wypożyczenia dołączył do Querétaro FC. Również i tam nie potrafił przebić się do pierwszego zespołu; występował wyłącznie w trzecioligowych rezerwach, a po odejściu z klubu przez pół roku pozostawał na bezrobociu. Rękę wyciągnął do niego po raz kolejny ojciec, który objął spadkowicza z pierwszej ligi – Universidad de Guadalajara i przyjął go do swojego zespołu. Podczas drugiego pobytu w tym klubie Guzmán junior ponownie nie potrafił jednak wywalczyć sobie miejsca w wyjściowym składzie.
W sierpniu 2016 Guzmán wyjechał do Ekwadoru, podpisując umowę z tamtejszym drugoligowcem Manta FC. Bez większych sukcesów reprezentował jego barwy przez pół roku, po czym powrócił do ojczyzny, do drugoligowego Alebrijes de Oaxaca. Zanotował tam zaledwie dwa mecze, po czym zdecydował się na kolejny wyjazd zagranicę; dołączył do gwatemalskiego CSD Suchitepéquez, za rekomendacją Carlosa Ruiza – swojego byłego kolegi klubowego z Veracruz. W tamtejszej Liga Nacional de Guatemala zadebiutował 30 lipca 2017 w przegranym 0:3 spotkaniu z Malacateco, zaś premierowe gole strzelił dziesięć dni później w wygranej 4:1 konfrontacji z Xelajú MC, dwukrotnie wpisując się na listę strzelców. Od razu został podstawowym napastnikiem ekipy z miasta Mazatenango, imponując szybkością, strzałem i grą jeden na jednego. Później zanotował jednak serię słabszych występów (dziewięć meczów bez gola) i w lutym 2018 klub rozwiązał kontrakt z klubem, bezpośrednio po przyjściu nowego trenera Césara Eduardo Méndeza.

## Kariera reprezentacyjna
W październiku 2009 Guzmán został powołany przez José Luisa Gonzáleza Chinę do reprezentacji Meksyku U-17 na Mistrzostwa Świata U-17 w Nigerii. Tam pełnił głównie rolę rezerwowego i rozegrał dwa z czterech możliwych spotkań (z czego jedno w wyjściowym składzie), zaś jego kadra odpadła z juniorskiego mundialu w 1/8 finału, ulegając w serii rzutów karnych Korei Płd (1:1, 3:5 k).

## Statystyki kariery
| Veracruz         | 2011–2012 | Meksyk    | Ascenso MX    | 19 | 2  | –  | – | – | – | –  | 19 | 2  |
| Santos Laguna    | 2012–2013 | Meksyk    | Liga MX       | 0  | 0  | –  | – | – | – | –  | 0  | 0  |
| UdeG             | 2012–2013 | Meksyk    | Ascenso MX    | 4  | 0  | –  | – | – | – | –  | 4  | 0  |
| Ballenas Galeana | 2013–2014 | Meksyk    | Ascenso MX    | 3  | 0  | –  | – | – | – | –  | 3  | 0  |
| Puebla           | 2013–2014 | Meksyk    | Liga MX       | 0  | 0  | 1  | 0 | – | – | –  | 1  | 0  |
| Querétaro        | 2014–2015 | Meksyk    | Liga MX       | 0  | 0  | –  | – | – | – | –  | 0  | 0  |
| UdeG             | 2015–2016 | Meksyk    | Ascenso MX    | 6  | 1  | 8  | 0 | – | – | –  | 14 | 1  |
| Manta            | 2016      | Ekwador   | Serie B       | 10 | 0  | –  | – | – | – | –  | 10 | 0  |
| Alebrijes        | 2016–2017 | Meksyk    | Ascenso MX    | 1  | 0  | 1  | 0 | – | – | –  | 2  | 0  |
| Suchitepéquez    | 2017–2018 | Gwatemala | Liga Nacional | 30 | 10 | –  | – | – | – | –  | 30 | 10 |
| Ogółem           |           |           |               |    |    |    |   |   |   |    |    |    |
| Meksyk           | Meksyk    | Meksyk    | 33            | 3  | 10 | 0  | – | – | – | 43 | 3  |    |
| Ekwador          | Ekwador   | Ekwador   | 10            | 0  | –  | –  | – | – | – | 10 | 0  |    |
| Gwatemala        | Gwatemala | Gwatemala | 30            | 10 | –  | –  | – | – | – | 30 | 10 |    |
| Ogółem           | Ogółem    | Ogółem    | Ogółem        | 73 | 13 | 10 | 0 | – | – | –  | 83 | 13 |